# Закон України «Про адміністративну процедуру»
Закон України «Про адміністративну процедуру» — Закон України, що регулює відносини органів виконавчої влади, органів влади Автономної Республіки Крим, органів місцевого самоврядування, їх посадових осіб, інших суб'єктів, які відповідно до закону уповноважені здійснювати функції публічної адміністрації, з фізичними та юридичними особами щодо розгляду і вирішення адміністративних справ.

## Зміст
Закон складається зі 100 статей у дев'яти розділах:
- Розділ I. Загальні положення
- Розділ II. Адміністративний орган, учасники адміністративного провадження та особи, які сприяють розгляду справи
  - Глава 1. Адміністративний орган
  - Глава 2. Учасники адміністративного провадження та особи, які сприяють розгляду справи
- Розділ III. Строки та офіційне засвідчення в адміністративному провадженні
- Розділ IV. Адміністративне провадження
  - Глава 1. Ініціювання адміністративного провадження
  - Глава 2. Початок адміністративного провадження та підготовка справи до вирішення
  - Глава 3. Дослідження обставин справи та збирання доказів
  - Глава 4. Розгляд та вирішення справи
  - Глава 5. Проведення слухання у справі
- Розділ V. Адміністративний акт
  - Глава 1. Оформлення та зміст адміністративного акта
  - Глава 2. Чинність та припинення дії адміністративного акта
- Розділ VI. Адміністративне оскарження
- Розділ VII. Відкликання або визнання недійсним адміністративного акта
- Розділ VIII. Виконання адміністративного акта
- Розділ IX. Прикінцеві та перехідні положення.

## Історія
Адміністративне право України до останнього часу не мало єдиного кодифікованого акту, де містилися б основні норми даної галузі. Водночас в історії вітчизняного права був Адміністративний кодекс УРСР, який було прийнято у 1927 році. Це єдиний приклад кодифікації адміністративного права у колишньому СРСР аж до 1980 pоку, коли були прийняті Основи законодавства СРСР про адміністративні правопорушення. Він був дуже прогресивним для свого часу, проте на практиці майже одразу перестав застосовуватися. Формально був скасований тільки 1985 року.
Концепція адміністративної реформи в Україні, розроблена Державною комісією з проведення в Україні адміністративної реформи (1998), пропонувала розробити узагальнювальний Адміністративний кодекс України у вигляді відповідних томів (або книг), що повинні були мати кодифікований характер. Орієнтовна структура Адміністративного кодексу повинна була включати:
1. Кодекс про адміністративні проступки[K 1];
2. Адміністративно-процесуальний кодекс[K 2];
3. Адміністративно-процедурний (процедуральний) кодекс;
4. Кодекс загальних правил поведінки державних службовців[K 3], а також деякі інші кодифіковані акти.

Подальшим часом були зроблені спроби прийняти Адміністративно-процедурний кодекс як масштабний звід «належного врядування», проте проєкти було відкликано.
Під час розробки проєкту нинішнього Закону було враховано, що він має стати «загальним» нормативно-правовим актом, що запровадить якісно новий рівень законодавчої регламентації процедур зовнішньо-управлінської діяльності органів виконавчої влади і органів місцевого самоврядування, їх посадових осіб та інших суб'єктів, які законом уповноважені здійснювати владні управлінські функції, та захисту прав і законних інтересів фізичних та юридичних осіб у відносинах із державою.
Проєкт Закону розроблено Міністерством юстиції України на виконання Плану заходів з реалізації Стратегії реформування державного управління України на 2016—2020 роки, затвердженого розпорядженням Кабінету Міністрів України від 24 червня 2016 року, а також на виконання рекомендацій GRECO 2013 року. У 2018 році Мін'юстом було затверджено склад робочої групи. Активну участь у розробці проєкту Закону брала громадська організація «Центр політико-правових реформ».
14.05.2020 законопроєкт одержано Верховною Радою; 02.09.2020 прийнято за основу. 16.11.2021 Закон було прийнято, проте 08.12.2021 повернуто з пропозиціями Президента. 17.02.2022 повторно прийнято з пропозиціями Президента, а 13.06.2022 підписано Главою держави. 15.12.2023 Закон набрав чинності.

## Загальні положення
Закон регулює відносини органів виконавчої влади, органів влади Автономної Республіки Крим, органів місцевого самоврядування, їх посадових осіб, інших суб'єктів, які відповідно до закону уповноважені здійснювати функції публічної адміністрації, з фізичними та юридичними особами щодо розгляду і вирішення адміністративних справ шляхом прийняття та виконання адміністративних актів.
Дія цього Закону не поширюється на відносини, що виникають під час:
1. розгляд звернень осіб, що містять пропозиції та рекомендації;
2. конституційного провадження, кримінального провадження, судового провадження, виконавчого провадження (крім виконання адміністративних актів), оперативно-розшукової діяльності, розвідувальної діяльності, контррозвідувальної діяльності, вчинення нотаріальних дій, виконання покарань, застосування законодавства про національну безпеку і оборону, громадянство, надання притулку в Україні, захист економічної конкуренції (крім справ про надання дозволів та висновків на узгоджені дії, концентрацію суб'єктів господарювання);
3. державної служби, дипломатичної та військової служби, служби в органах місцевого самоврядування, служби в поліції, а також іншої публічної служби;
4. реалізації конституційного права громадян брати участь у всеукраїнському та місцевих референдумах, обирати і бути обраними до органів державної влади та органів місцевого самоврядування;
5. оскарження процедур публічних закупівель;
6. нагородження державними нагородами та відзнаками;
7. здійснення помилування.

Принципами адміністративної процедури є:
1. верховенство права, у тому числі законності та юридичної визначеності;
2. рівність перед законом;
3. обґрунтованість;
4. безсторонність (неупередженість) адміністративного органу;
5. добросовісність і розсудливість;
6. пропорційність;
7. відкритість;
8. своєчасність і розумний строк;
9. ефективність;
10. презумпція правомірності дій та вимог особи;
11. офіційність;
12. гарантування права особи на участь в адміністративному провадженні;
13. гарантування ефективних засобів правового захисту.

Законність: …Висновки про застосування норм права, викладені у постановах Верховного Суду, є обов'язковими для всіх адміністративних органів, які застосовують у своїй діяльності нормативно-правовий акт, що містить відповідну норму права.
Обґрунтованість: …Адміністративний орган зобов'язаний обґрунтовувати адміністративні акти, які він приймає, крім випадків, визначених законом.
Добросовісність і розсудливість: …Адміністративний орган при здійсненні адміністративного провадження повинен діяти добросовісно, керуючись здоровим глуздом, логікою та загальноприйнятими нормами моралі, з дотриманням вимог законодавства.
Пропорційність: …Адміністративний акт повинен прийматися з дотриманням необхідного балансу між несприятливими наслідками для права, свободи чи законного інтересу особи і цілями, на досягнення яких спрямований адміністративний акт. Негативні наслідки для особи та публічних інтересів повинні бути найменшими.
Своєчасність і розумний строк: …Адміністративний орган вирішує справу своєчасно, а саме до настання обставин, за яких прийняття адміністративного акта може втратити актуальність.
Ефективність: …Адміністративний орган організовує розгляд та вирішення справ, що належать до його компетенції, з найменшими витратами коштів та інших ресурсів, у простий та ефективний спосіб.
Презумпція правомірності дій та вимог особи: …Дії та вимоги особи є правомірними, доки інше не буде доведено під час розгляду та/або вирішення справи. Сумніви щодо правомірності дій та вимог особи, що виникають внаслідок неоднозначного (множинного) трактування норми права, повинні тлумачитися адміністративним органом на користь їх правомірності.
Офіційність: …Адміністративний орган зобов'язаний встановлювати обставини, що мають значення для вирішення справи, і за необхідності збирати для цього документи та інші докази з власної ініціативи, у тому числі без залучення особи витребовувати документи та відомості, отримувати погодження та висновки, необхідні для вирішення справи. Адміністративний орган не може зобов'язувати особу самостійно отримувати документи та інші докази, необхідні для здійснення адміністративного провадження, якщо такий обов'язок не визначено законом. Адміністративний орган не може вимагати від особи надання документів та відомостей, що перебувають у володінні адміністративного органу або іншого органу державної влади, органу влади Автономної Республіки Крим, органу місцевого самоврядування, підприємства, установи або організації, що належить до сфери управління такого органу.